# 글래이즈
《글래이즈》(The Glades)는 2010년 7월 11일부터 2013년 8월 26일까지 A&E에서 총 4 시즌 방영된 미국의 범죄 드라마 텔레비전 시리즈이다.

## 개요
시카고 경찰국 형사 짐 롱워스는 상사에게 아내의 불륜 상대라는 오해를 사 엉덩이에 총을 맞는다. 합의금을 받은 짐은 여유 있는 삶을 기대하며 가상의 작은 휴양지 마을 팜글레이드로 이주하고 플로리다주 경찰서(FDLE)에서 새로운 수사 생활을 시작한다. 그러나 뜻밖의 험난한 사건들이 그를 기다리고 있다.

## 출연진
- 맷 패스모어
- 킬리 샌체즈
- 미셸 허드
- 유라이아 셸턴